# Дрогобицький державний педагогічний університет імені Івана Франка
Дрого́бицький держа́вний педагогі́чний університе́т і́мені Іва́на Франка — державний заклад вищої освіти у Дрогобичі.

## Історія

### Гімназія
Раніше в приміщенні університету була реальна гімназія ім. Франца-Йосифа, в якій вчився Іван Франко. Тут вчителювали знаменитий поет-неокласик Петро Карманський, громадський діяч Володимир Бірчак, професор музики Анастазія Огроднік-Жилава, гімназію очолював Андрій Алиськевич, а сам заклад закінчили: Василь Стефаник, Лесь Мартович, Стефан Ковалів, Володимир Бірчак, Остап Нижанківський, Григорій Коссак, Бруно Шульц, Анджей Хцюк, Михайло Матчак, Василь Шевчук, Микола Фриз.

### Педагогічний університет

Пам'ятна дошка на корпусі інституту фізики, математики та інформатики ДДПУ.

Меморіал жертвам НКВС «Тюрма на Стрийській» на подвір'ї інституту фізики, математики та інформатики ДДПУ

Історія Дрогобицького державного педагогічного університету почалась 15 квітня 1940 року, коли відповідно до постанови Раднаркому Української РСР № 461, було створено Дрогобицький учительський інститут з історичним, географічним та мовно-літературним факультетами. 12 березня 1940 року в обласній газеті «Більшовицька правда» надруковано перше оголошення про набір до Дрогобицького державного учительського інституту на історичний, мовно-літературний і фізико-математичний факультети. 1 вересня 1940 року відбулось урочисте відкриття інституту в складі історичного, мовно-літературного та фізико-математичного факультетів з денною, вечірньою та заочною формами навчання.
У роки війни інститут припинив свою діяльність, а 19 листопада 1944 — інститут відновив свою роботу, оголосивши набір на три факультети: історичний, філологічний, фізико-математичний.
1945—1946 рр. — уперше проведено набір на заочне відділення.
1947 р. — уперше інститут розподілив випускників на роботу в школи.
25 жовтня 1952 року Дрогобицький учительський інститут було реорганізовано в педагогічний згідно з постановою Ради міністрів УРСР № 2733.
У лютому 1954 року інституту було присвоєне ім'я Івана Франка.
З 1 вересня 1956 року історичний факультет Дрогобицького педінституту був ліквідований, а студентів переведено в склад історичного факультету Львівського державного університету за наказом Міністерства вищої і середньої спеціальної освіти УРСР та Міністерства освіти Української РСР № 468/297 від 4 липня 1956 року.
У лютому 1960 року Львівський педагогічний інститут переведено у Дрогобич і об'єднано з Дрогобицьким педінститутом імені Івана Франка.
1 вересня 1960 року був створений факультет підготовки вчителів початкової школи в складі об'єднаного педагогічного інституту, згідно з постановою Міністерства освіти УРСР № 266/98 від 31 травня 1960 року.
6 лютого 1962 року було створено загальнонауковий факультет. Це рішення було здійснено за наказом Міністерства освіти СРСР № 15-23.
3 та 7 липня 1962 року відбулося відкриття двох нових факультетів в педагогічному інституті. Згідно з наказом Міністерства освіти СРСР № 137, був створений факультет іноземних мов та факультет музичного виховання.
30 січня 1968 року відбулася ліквідація загальнонаукової кафедри в педагогічному інституті згідно з наказом Міністерства освіти СРСР № 17.
24 липня 1968 року факультет підготовки вчителів початкових класів в педагогічному інституті припинив свою роботу за наказом Міністерства освіти СРСР № 202. Однак він був відновлений знову в 1979 році, згідно з тим же наказом Міністерства освіти.
3 липня 1978 року була створена кафедра викладання загальнотехнічних дисциплін в педагогічному інституті, згідно з наказом Міністерства освіти СРСР № 157.
У 1992/1993 роках відбулося відкриття факультету менеджменту та маркетингу та кафедри історії в педагогічному інституті.
11 червня 1992 року було видано наказ Міністерства освіти України № 193, який стосувався перших аспірантів філологічного та фізичного факультетів Дрогобицького педагогічного інституту.
1995 р. — інститут атестовано і віднесено до вищих навчальних закладів ІІІ — IV рівня акредитації.
1996 р. — навчальний заклад увійшов до «Альянсу університетів за демократію».
10 грудня 1997 року був виданий наказ Міністерства освіти України № 438, яким було створено факультет фізичного виховання в Дрогобицькому педагогічному інституті.
1 вересня 1998 року було видано наказ Міністерства освіти України № 22, який передбачав створення біологічного факультету в Трускавці.
4 вересня 1998 року Дрогобицький педагогічний інститут імені Івана Франка отримав статус університету відповідно до постанови Кабінету Міністрів України № 1382.
1 вересня 1999 року було створено соціально-гуманітарний факультет у Самборі, згідно з наказом Міністерства освіти України № 413.
24 листопада 1999 року за наказом Міністерства освіти України № 397 був створений факультет післядипломної освіти.
13 червня 2004 року згідно з наказом Міністерства освіти України № 457 був створений релорганізований фізико-математичний факультет.
12 травня 2009 року відділ аспірантури було перейменовано на "«відділ докторантури та аспірантури»".
У червні 2010 року  Дрогобицький державний педагогічний університет імені Івана Франка отримав четвертий рівень акредитації від Міністерства освіти України.
2019 р. — університет мав 4 інститути (Інститут фізики, математики, економіки та інноваційних технологій; Інститут іноземних мов; Інститут музичного мистецтва; Інститут фізичної культури і здоров'я), 5 факультетів (Філологічний факультет; Історичний факультет; Факультет початкової та мистецької освіти; Біолого-природничий факультет; Факультет психології, педагогіки та соціальної роботи), Центр післядипломної освіти та доуніверситетської підготовки, 42 кафедр, на яких працює 582 викладачі — з них докторів наук 63 (професорів 54), кандидатів наук 337 (доцентів 250). Професію педагога (денна/заочна форма навчання) здобувають понад 5000 студентів. При університеті діяла Хорова капела «Gaudeamus».
2022 р. — проведено реорганізацію університету. Утворено 5 факультетів. 
Університет готує учителів із понад 50 спеціальностей і спеціалізацій.

## Навчальні підрозділи

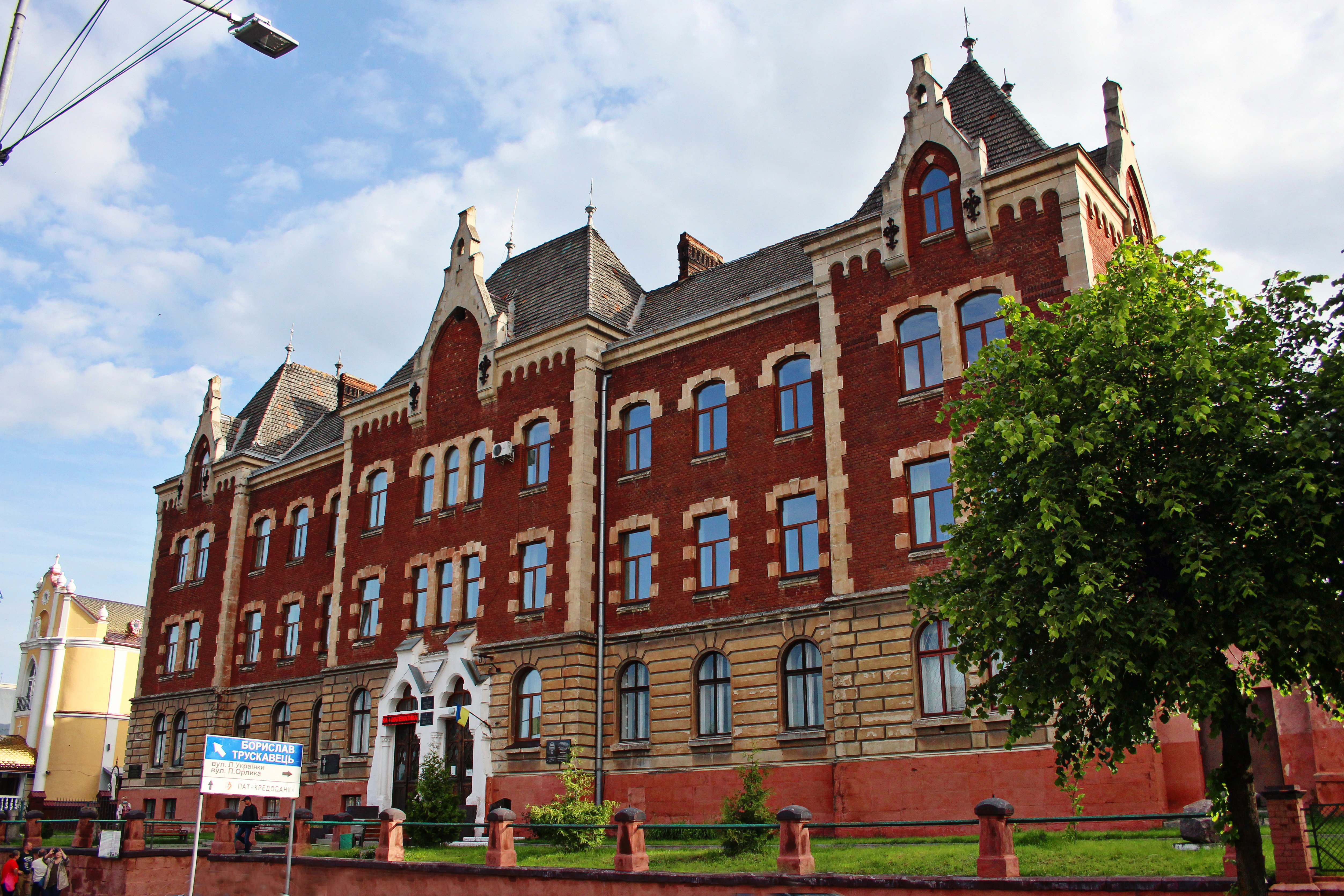
Факультет фізики, математики, економіки та інноваційних технологій вул. Стрийська, 3
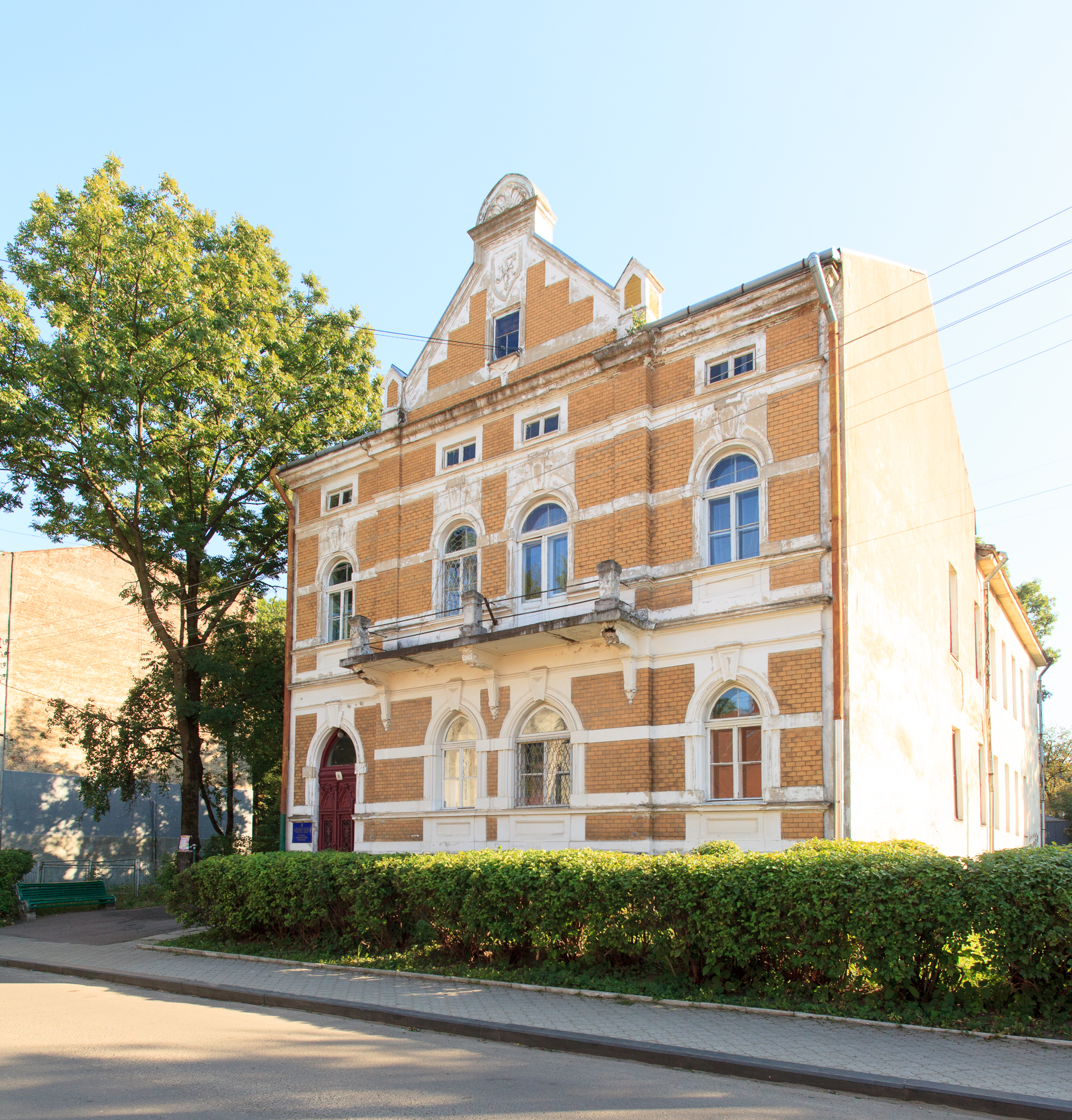
Факультет початкової освіти та мистецтва  вул. Івана Франка, 11
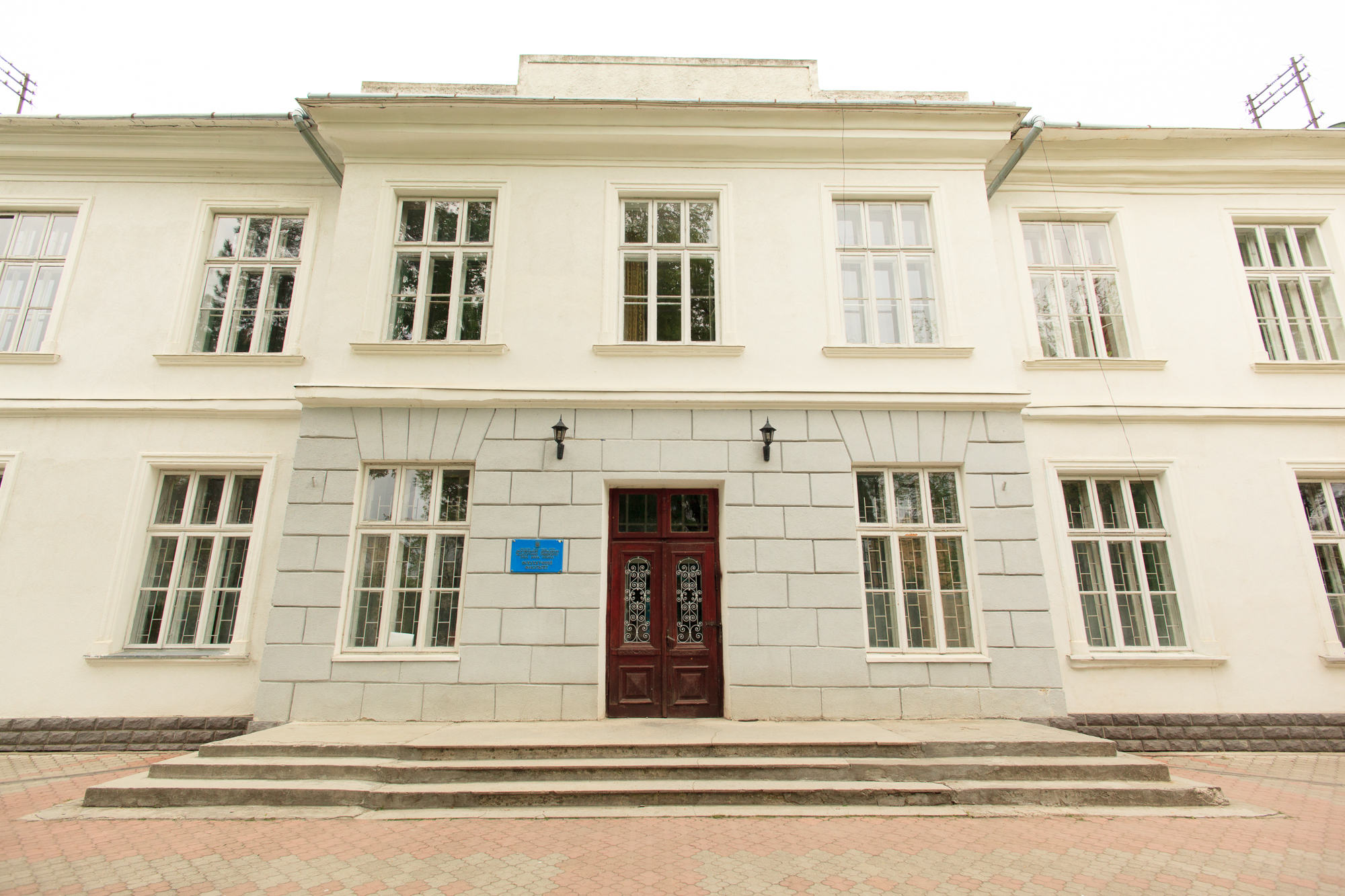
Факультет української та іноземної філології вул. Т. Шевченка, 24
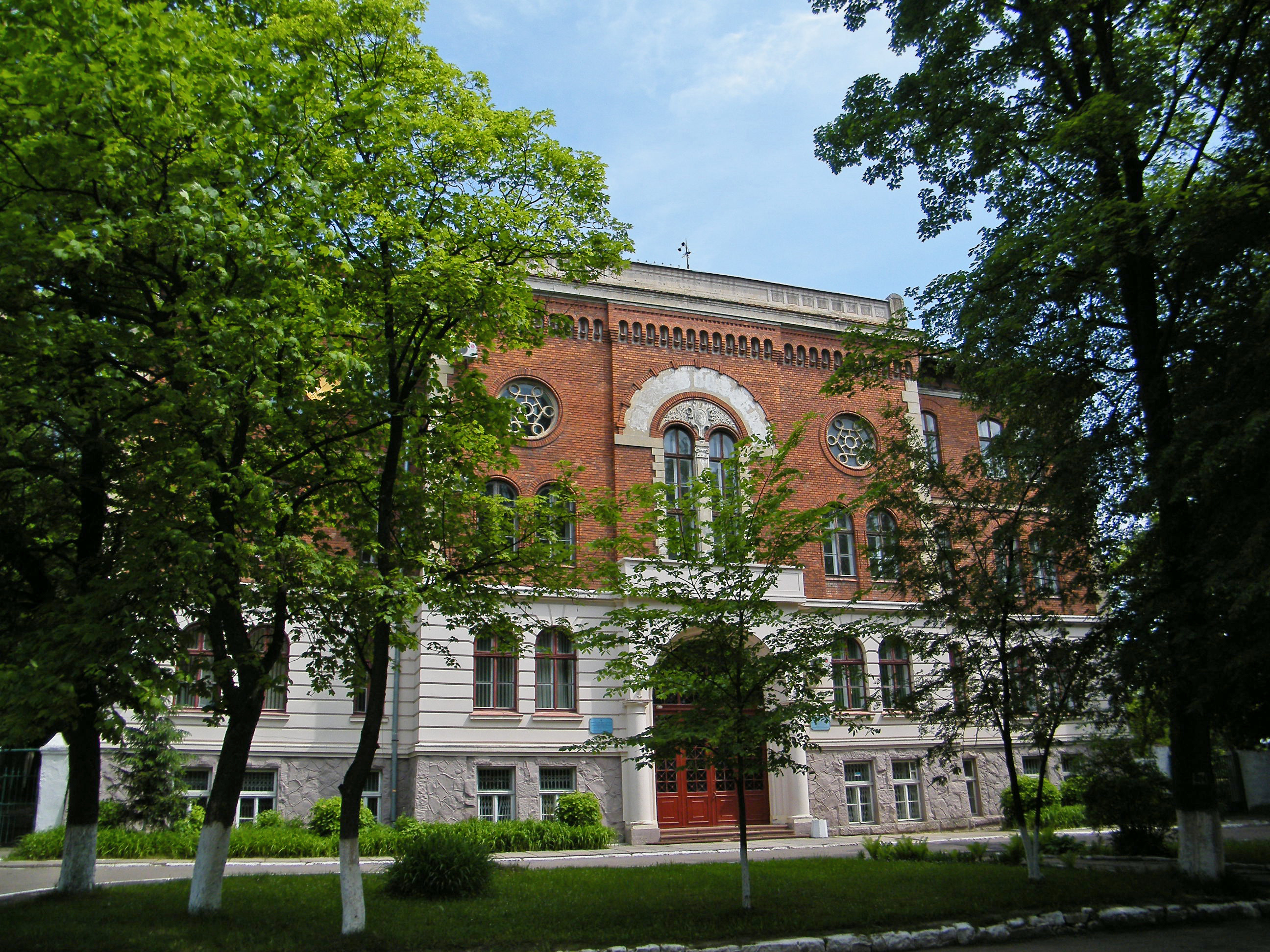
Факультет історії, психології та педагогіки  вул. Лесі Українки, 46
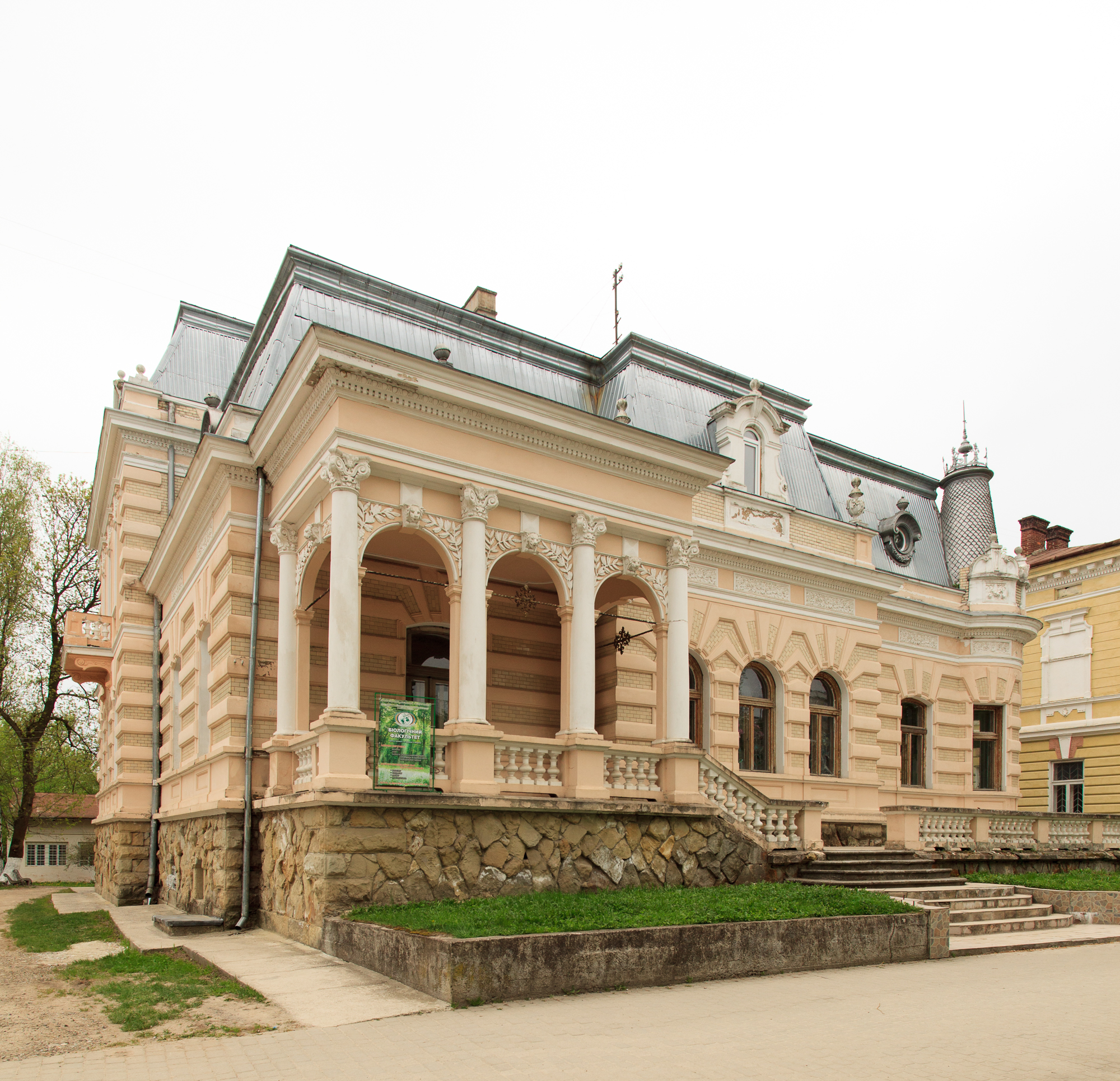
Факультет здоров'я людини та природничих наук вул. Т. Шевченка, 23

У вересні 2022 року проведено об'єднання факультетів та інститутів:
- Факультет фізики, математики, економіки та інноваційних технологій
- Факультет української та іноземної філології
- Факультет історії, педагогіки та психології
- Факультет здоров'я людини та природничих наук
- Факультет початкової освіти та мистецтва
- Центр післядипломної освіти та доуніверситетської підготовки

## Міжнародна співпраця

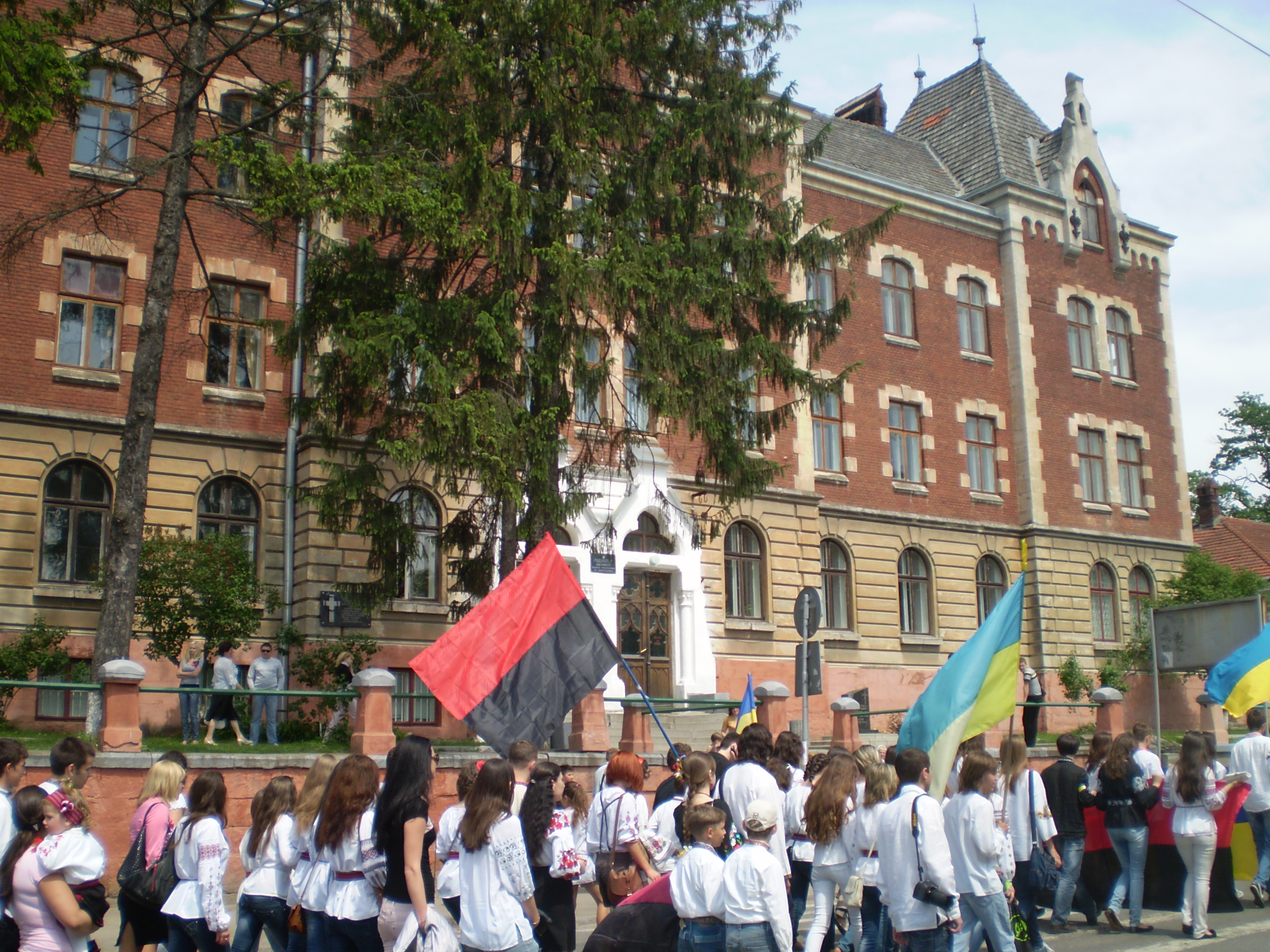
Вишиванка-фест 20 травня 2012. Вишиванкова хода повз приміщення інституту фізики, математики та інформатики ДДПУ.

Першу угоду про міжнародну співпрацю Дрогобицький педагогічний інститут підписав ще у 1967 р. із Жешівською вищою педагогічною школою (Польща).
Надалі у зв'язку з розширенням міжнародних контактів було розпочато роботу із укладання угод про співпрацю із іншими закордонними вишами. Зокрема, у 2000 році укладено угоду з Легницькою вищою професійною школою ім. Вітелона (Польща); у 2001 році — з Варшавською академією спеціальної педагогіки, Підляською академією в Седльцях, Свєнтокшиською академією ім. Яна Кохановського (усі — Польща); * у 2002 році — з Люблінським католицьким університетом, Полонійною академією в Ченстохові, Університетом інформаційних технологій та менеджменту в Ряшеві, Університетом Марії Кюрі-Склодовської в Любліні (усі — Польща); з Українсько-австрійським центром співробітництва з питань науки, освіти й культури (Австрія); * у 2003 році — з Віденською Педагогічною Академією (Австрія); у 2004 році — з Вищою школою прикладної інформатики та менеджменту у Варшаві; Люблінською політехнікою (обидва — Польща); Університетом прикладних наук у Ерфурті (Німеччина).
З 4 червня по 7 червня 2007 року у Дрогобицькому державному педагогічному університеті імені Івана Франка перебували Президент міжнародної організації «DISOP», депутат Європарламенту Еме Кекельберг та фінансовий менеджер цієї організації Лео Хендрікс.
Міжнародна співпраця ДДПУ ім. І.Франка у 2020 році охоплювала 18 країн: Австрія, Азербайджан, Бельгія, Білорусь, В'єтнам, Іспанія, Італія, Казахстан, Китай, Латвія, Литва, Польща, Португалія, Словаччина, США, Франція, Хорватія, Японія.
Станом на 2021 рік реалізується 61 міжнародна угода. Університет активно співпрацює з закладами освіти, академіями наук, посольствами та консульствами, музеями, фондами та міжнародними неурядовими організаціями, передусім ORADEA (Бельгія-Румунія). Впродовж 2020 року реалізовано різні форми співпраці з 55 закордонними установами з 18 країн світу.
Закордонні партнери Університету: http://dspu.edu.ua/mizhnarodni-proekty/partnery/ [Архівовано 6 травня 2021 у Wayback Machine.]

## Аспірантура
Відділ аспірантури несе відповідальність за організацію та підготовку науково-педагогічних кадрів вищої кваліфікації через аспірантуру для потреб Дрогобицького державного педагогічного університету імені Івана Франка та інших навчальних закладів.
Підготовка аспірантів та здобувачів наукового ступеня проводиться в Інституті фізики, математики та інформатики, а також на таких факультетах: філологічному, романо-германської філології, історичному, фізичного виховання, соціально-гуманітарному, біологічному та на кафедрі педагогіки.
На даний час в аспірантурі за державним замовленням навчається 81 особа: з них із відривом від виробництва 58 осіб та без відриву від виробництва 23 особи. Проводиться підготовка за 13 спеціальностями, а саме:
01.01.01 — математичний аналіз;
01.04.10 — фізика напівпровідників і діелектриків;
06.01.09 — рослинництво;
09.00.01 — онтологія, гносеологія; феноменологія;
10.02.01 — українська мова;
10.01.01 — українська література;
10.01.06 — теорія літератури;
10.02.03 — слов'янські мови;
10.02.04 — германські мови;
10.02.15 — загальне мовознавство;
19.00.07 — педагогічна та вікова психологія;
13.00.02 — теорія та методика навчання (англійська мова);
13.00.01 — загальна педагогіка та історія педагогіки (навчається найбільше аспірантів).
Крім того, в аспірантурі університету проходять підготовку 30 здобувачів наукового ступеня з відповідних спеціальностей з метою підготовки і захисту кандидатської дисертації, а також для поглибленого теоретичного вивчення спеціальних дисциплін, вивчення іноземної мови та філософії, складання кандидатських іспитів на термін до 5 років.
Перший випуск аспірантів був у 1995 році. Від того часу аспірантуру Франкового ВНЗ закінчили 111 осіб, з них 42 особи захистили дисертації, що становить 38 %, від загальної кількості випускників. Наукові дослідження проводилися під керівництвом провідних вчених нашого університету: докторів та кандидатів наук. Захисти дисертацій проходили в таких провідних спеціалізованих радах, як: Національному університеті ім. Т. Шевченка, Національному педагогічному університеті ім. М.Драгоманова, Київському національному лінгвістичному університеті, Київському національному економічному університеті, Львівському національному університеті ім. І.Франка, Прикарпатському університеті ім. В.Стефаника, Інституті української археографії та джерелознавства ім. М. С. Грушевського та в багатьох інших. Процес подачі документів до захисту нашими аспірантами продовжується. Майже усі випускники аспірантури працевлаштовуються в нашому університеті, тим самим поповнюють науково-педагогічні кадри, зокрема працюють в наш час[коли?] заступниками деканів, завідувачами кафедр, доцентами.
У цільову аспірантуру Дрогобицького державного педагогічного університету набирають за постійнодіючими спеціальностями:
01.01.01 Математичний аналіз
01.04.10 Фізика напівпровідників і діелектриків
09.00.01 Онтологія, гносеологія, феноменологія
10.01.01 Українська література
10.01.06 Теорія літератури
10.02.01 Українська мова
10.02.15 Загальне мовознавство
13.00.01 Загальна педагогіка та історія педагогіки
За дозволом Міністерства освіти і науки України у 2006 році університетом здійснений разовий набір в аспірантуру за спеціальностями:
06.01.09 Рослинництво
19.00.07 Педагогічна та вікова психологія

## Люди

### Ректори (директори) університету
- 1940—1941 Туман А.
- 1944—1946 Рудченко Іван Максимович
- 1946—1947 Копійко Григорій Якович
- 1947—1950 Катренко Гаврило Прокопович
- 1950—1960 Підпригорщук Микола Володимирович
- 1960—1968 Черненко Анатолій Михайлович
- 1968—1973 Чорній Володимир Павлович
- 1973—1988 Надім'янов Василь Федорович
- 1988—1989 в.о. Кишакевич Юрій Львович
- 1989—2011 Скотний Валерій Григорович
- 2012—2021 Скотна Надія Володимирівна
- 2021 в.о. Лук'янченко Микола Іванович
- 2021— Бодак Валентина Анатоліївна

### Випускники та студенти
- Багрій Тарас Зеновійович
- Білак Степан Михайлович
- Бубній Петро Михайлович
- Васьків Микола Степанович
- Глубіш Мирослав Іванович
- Гольберг Леонід Маркович
- Гошовський Ярослав Олександрович
- Гром'як Роман Теодорович
- Грущак Андрій Федорович
- Гук Василь Юрійович
- Демковський Дмитро Михайлович
- Демська Орися Мар'янівна
- Дзира Ярослав Іванович
- Дидик-Меуш Ганна Михайлівна
- Домшинський Володимир Васильович
- Жубіль-Книш Галина Миколаївна
- Зварич Михайло Миколайович
- Іванюш Ірина Ігорівна
- Ільницький Микола Миколайович
- Кирилич Василь Петрович
- Китай Петро Іванович
- Кіндратишин Зоряна Володимирівна
- Клім Едуард Єневич
- Кобільник Лілія Іонівна
- Ковалик Надія Йосипівна
- Костенко Павло Петрович
- Кузь Володимир Григорович
- Кузьменко Ольга Михайлівна
- Кукуруза Теодор Дмитрович
- Левицький Михайло Васильович
- Литвинов Сергій Макарович
- Лунченко Валерій Валерійович
- Марусик Тарас Павлович
- Матківський Богдан Миронович
- Мацялко Іван Олексійович
- Мацялко Михайло Олексійович
- Миколайчук Андрій Михайлович
- Мних Роман Володимирович
- Мороз Геннадій Аркадійович
- Мудра Ірина Романівна
- Нижник Ігор Йосипович
- Ортинський Володимир Львович
- Панченко Василь Прокопович
- Панькевич Олег Ігорович
- Поляк Владіслав Миколайович
- Полякова Людмила Іванівна
- Попович Іван Дмитрович
- Прокудо Віталій Стефанович
- Романюк Віталій (Віктор) Степанович
- Руденко Василь Миколайович
- Рудницький Іван Львович
- Рудницький Степан Віталійович
- Сидір Орест Ярославович
- Стасула Омелян Богданович
- Тимофіїв Михайло Миколайович
- Фурдин Осип Федорович
- Хай Михайло Йосипович
- Червак Богдан Остапович
- Шалайкевич Марія Василівна
- Шраєр Альфред Бенович
- Штонь Григорій Максимович
- Шуневич Мар'ян Васильович
- Яворська Ольга Йосипівна
- Яремків Михайло Миколайович
- Ярош Дмитро Анатолійович

### Викладачі
- Баган Олег Романович
- Базиликут Богдан Омелянович
- Бойчук Василь Іванович
- Бурбан Михайло Іванович
- Винницький Богдан Васильович
- Винницький Василь Михайлович
- Вишневський Омелян Іванович
- Войтюк Адам Юрійович
- Гольберг Марк Якович
- Демський Мар'ян Тимофійович
- Домницький Микола Іванович
- Зимомря Микола Іванович
- Іванишин Василь Петрович
- Іванишин Петро Васильович
- Іщенко Ілля Тимофійович
- Ковалик Іван Іванович
- Ковальчук Володимир Юліанович
- Ковба Жанна Миколаївна
- Комаринець Теофіль Іванович
- Кондратишин Ігор Миронович
- Корчинський Юліан Олексійович
- Кот Мирослава Петрівна
- Котович Віра Василівна
- Кочерган Михайло Петрович
- Кошарний Іван Якович
- Кравченко Леся Степанівна
- Краснова Людмила Володимирівна
- Лазорак Богдан Орестович
- Лук'янченко Микола Іванович
- Матвійчук Микола Филимонович
- Матвіяс Іван Григорович
- Мацьків Петро Васильович
- Медведик Юрій Євгенович
- Мовчан Віра Серафимівна
- Одрехівський Микола Васильович
- Петрик Андрій Михайлович
- Пінчук Степан Петрович
- Прикарпатський Анатолій Карольович
- Радевич-Винницький Ярослав Костянтинович
- Розовський Григорій Єфремович
- Романяк Мирослав Йосипович
- Смуток Ігор Іванович
- Тарасюк Ольга Миколаївна
- Тимошенко Леонід Володимирович
- Ткачук Микола Гнатович
- Торбяк Тарас Миколайович
- Феллер Мартен Давидович
- Філоненко Людомир Павлович
- Цигилик Олег Іванович
- Чепіль Марія Миронівна
- Шалата Михайло Йосипович
- Шило Гаврило Федорович
- Яременко Порфирій Кирилович

## Футбольна команда
Футбольна команда в стінах навчального закладу з'явилася не пізніше 1952 р. під назвою «Іскра». Вона стала учасником чемпіонату Дрогобицької області 1952 р. А зголом і розіграшу кубка Дрогобича 1952 р., програвши у чвертьфіналі «Нафтовику» з рахунком 0:4. Наступного року «Іскра» заявилася в чемпіонат Дрогобича, в якому взяло участь 6 колективів. Учасником міських турнірів «Іскра» також була щонайменше в 1954 р., 1957 р., 1960 р.
У липні 1953 р. дрогобицькі студенти стали учасниками чемпіонату облради ДСТ «Іскра».
До обласних турнірів команда Дрогобицького педагогічного інституту (вже не як «Іскра») повернулася після здобуття Україною незалежності. Навесні 1992 р. вона взяла участь у розіграші кубка Львівської області, зазнавши поразки від минулорічного чемпіона Львівщини. У першій половині 1990-х років студентська футбольна дружина стала дворазовим володарем кубка Дрогобича.
У середині 1990-х років керівництво інституту розпочало співпрацю з бориславським «Нафтовиком», який виступав у першій лізі (дивізіоні) чемпіонату області. Завдяки зусиллям декана факультету фізичного виховання М. Лук'янченка та за підтримки ректора В. Скотного кадровий потенціал «Нафтовика» суттєво підсилився студентами. Відтак восени 1999 р. бориславська команда виборола титул чемпіона Львівщини (тренер А. Веселовський). Не випадково за підсумками 1999 р. до п'ятірки найкращих організаторів футболу області увійшов Скотний Валерій Григорович. Спільні виступи дрогобицьких студентів та бориславських футболістів з перервами тривали до початку ХХІ ст. У 2004 р. команда ДДПУ-«Каменяр» (Дрогобич/Борислав) зайняла 5-е місце в чемпіонаті Львівщини (тренер А. Веселовський). А юнаки (тренер Р. Проць) стали чемпіонами.
У 2013 р. ДДПУ кооперувався з «Карпатами» (Доброгостів)[джерело?].